# Synagoge (Besançon)

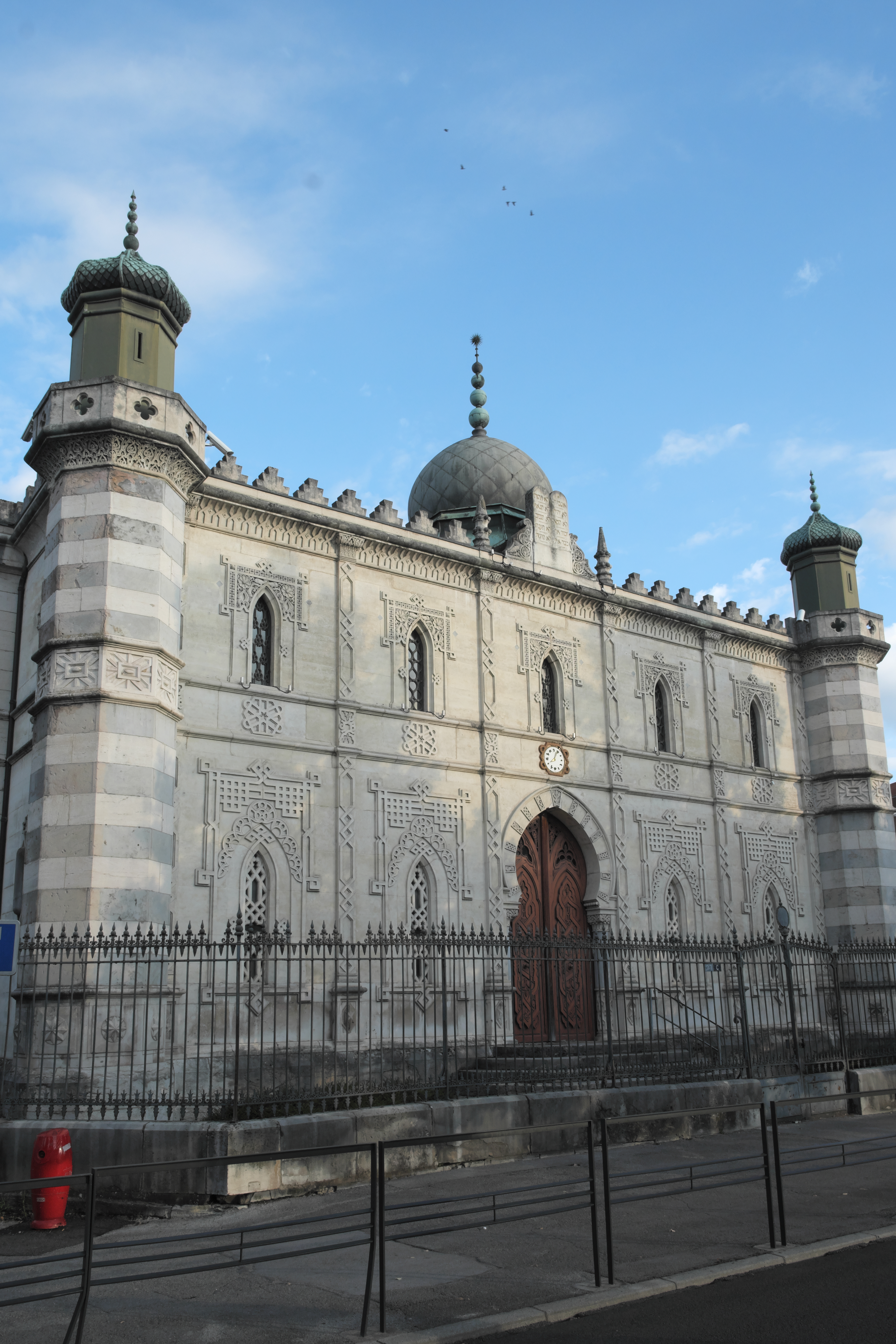
Synagoge in Besançon

Die Synagoge in Besançon ist eine Synagoge im französischen Département Doubs. Sie wurde von 1869 bis 1871 nach den Plänen des Architekten Pierre Marnotte im orientalisierenden und eklektizistischen Stil gebaut. Die Synagoge befindet sich an direkter Lage am Doubs. Während der Besatzung im Zweiten Weltkrieg stellte ein Hauptmann der Wehrmacht das Gebäude unter seinen Schutz. Die Synagoge liegt am Quai de Strasbourg; sie wurde in das Inventaire général du patrimoine culturel aufgenommen.